# Glavničica
Glavničica is een plaats in de gemeente Zagreb in de Kroatische provincie Stad Zagreb. De plaats telt 239 inwoners (2001).